# Meritamón
Otras formas de nombrarla: Meryetamen, Meritamun...
Meritamón (también escrito Meritamun, Merytamen, Merytamun, Meryt-Amen; egipcio antiguo: Amada de Amón) era una hija y más tarde Gran Esposa Real de Faraón Ramsés el Grande.

## Familia
Meritamón era hija de Ramsés y una de sus esposas, Nefertari. Aparece como la cuarta hija en la lista de hijas de Abu Simbel y tenía al menos cuatro hermanos: Amunherkhepeshef, Pareherwenemef, Meryre y Meryatum, además de una hermana. llamado Henuttaw (dinastía XIX)). Es posible que Meritamen haya tenido más hermanos y hermanas, pero estos cinco son conocidos por la fachada del templo de la reina Nefertari en Abu Simbel. 
Su hermano mayor, Amun-her-khepeshef, fue el príncipe heredero hasta al menos año 25 del reinado de su padre. Se sabe que el príncipe Prehirwenemef sirvió en el ejército y está representado en las escenas de batalla de Kadesh. El hermano menor que conocemos, el Príncipe Meryatum, se convertiría más tarde en Sumo Sacerdote de Re en Heliópolis. 
Alrededor de la época en que murió su madre (alrededor del año 24 o 25 del reinado), Meritamen se convirtió en Gran Real Esposa, junto con su media hermana Bintanath.

## QV68

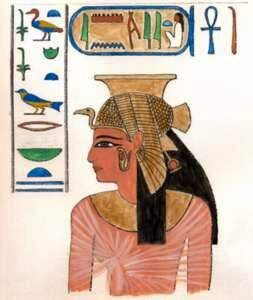
Reina Meritamen como se muestra en QV68. Pintura según dibujo de Lepius.

La tumba de Meritamen fue descrita por Lepsius. Una escena interesante en la tumba muestra a Meritamen consagrando cajas de tela a Osiris y Hathor. Las inscripciones identifican a la Reina como Osiris, Hija del Rey, Gran Esposa Real, Señora de Ambas Tierras, Merytamen, que viva. Se dice que ella "trae una caja de ropa, eternamente; consagra la caja de ropa tres veces" (sic). La tapa del sarcófago se encuentra ahora en Berlín (15274). Los títulos de Meritamen en la tapa del sarcófago aparecen dos veces. En la cabecera se la describe como: "[Hija del Rey], Gran Esposa Real, Señora de Ambas Tierras, Merytamen,  justificado". Sobre la cabeza se la describe como: "Osiris, la hija del rey amada por él, gran esposa real, señora de Ambas Tierras, Merytamen, justificada".

## Galería

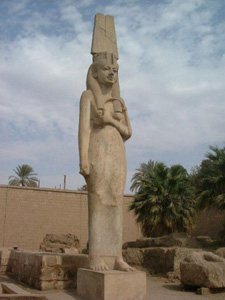
estatua de meritamen en akhmim
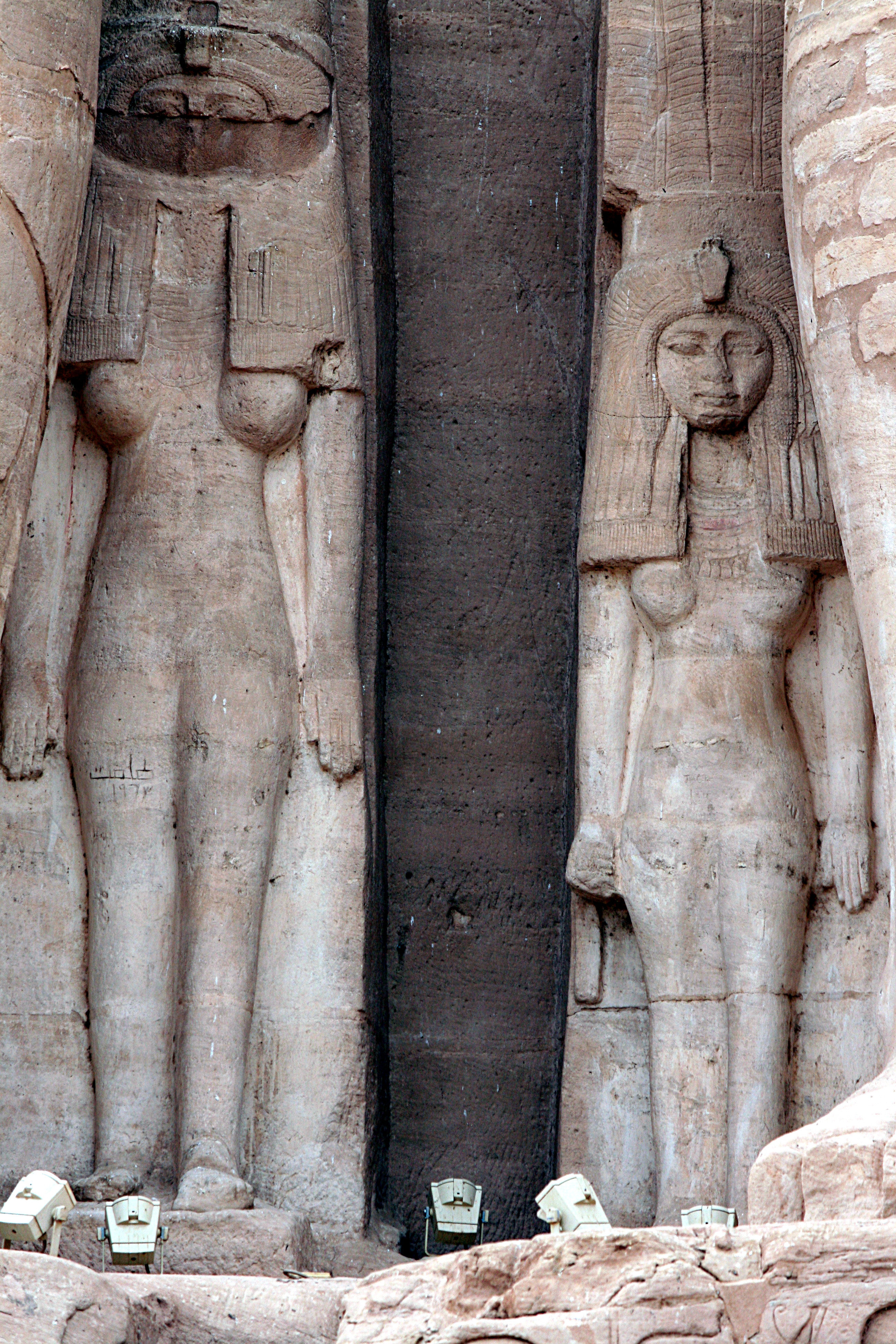
Estatuas de la reina Meritamen y su hermana Baketmut; La reina Meritamen se puede ver a la derecha.
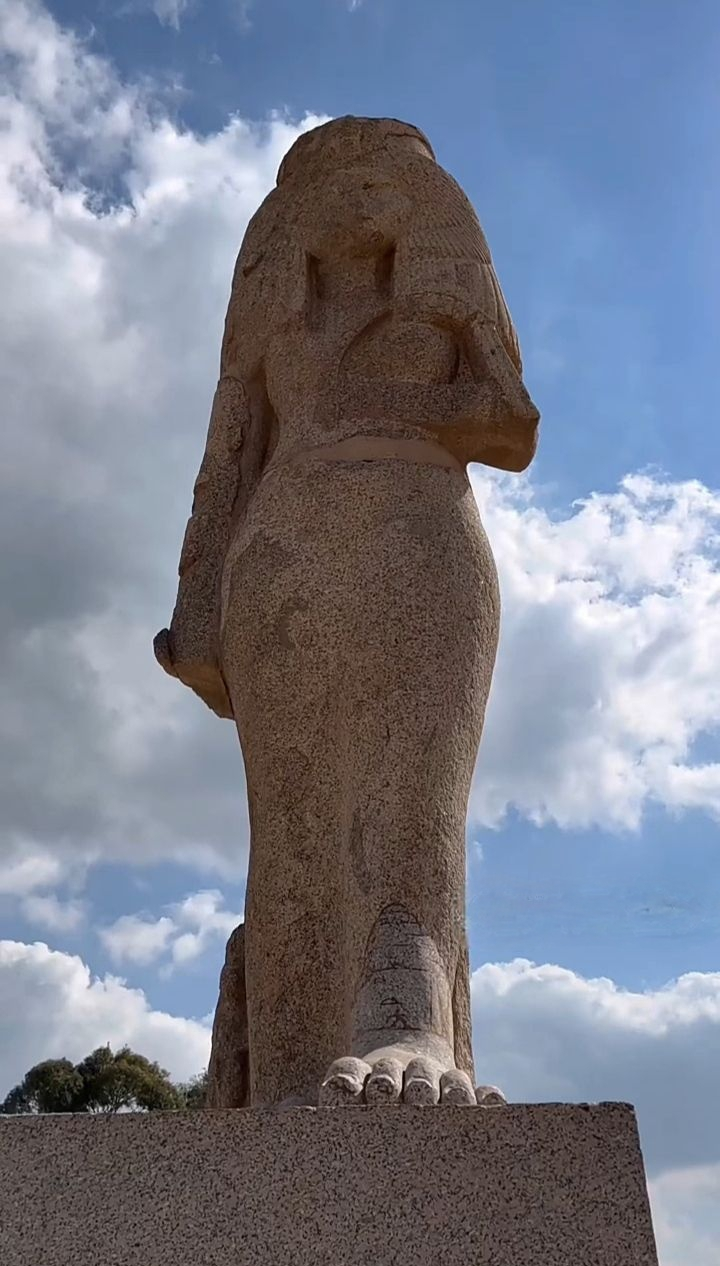
Estatua de Meritamen en Zagazig.
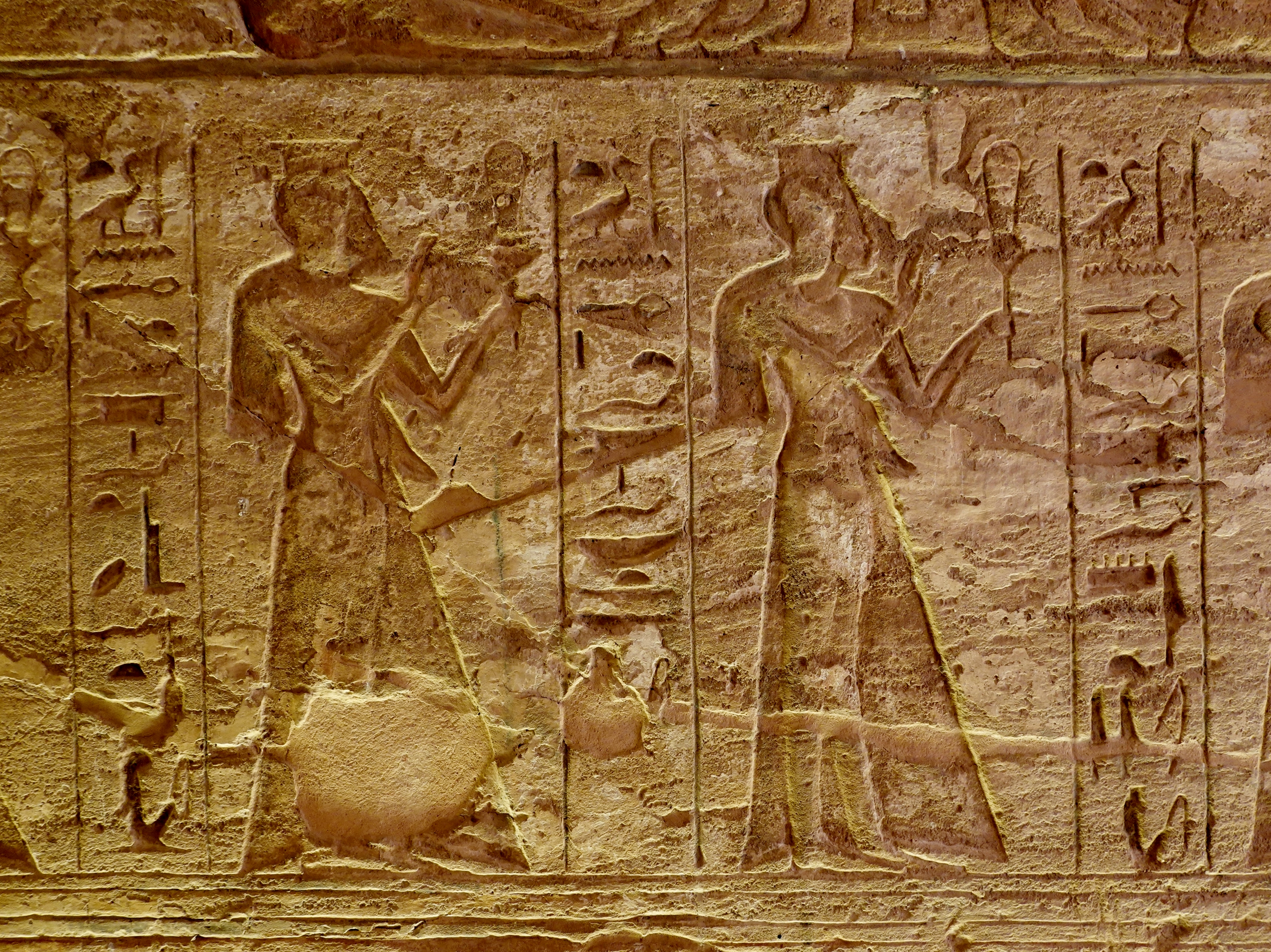
Meritamen y nebettawi en la procesión de las hijas de Ramsés II